# 李阳 (足球运动员)
李阳（1995年2月2日—），男，中国足球运动员，司职中场。目前效力于中甲球队武汉卓尔。

## 俱乐部生涯
李阳出道于武汉卓尔青训系统。2013年全运会乙组比赛代表湖北队出场，凭借一记头球帮助湖北队获得比赛第三名。2014年开始代表武汉卓尔一线队征战中甲联赛。2016年7月16日中甲联赛对阵呼和浩特中优时首次为武汉卓尔进球。2016年7月武汉卓尔俱乐部官方宣布与李阳签订了新的工作合同。